# Homme de Pékin
L’Homme de Pékin est le nom donné à un ensemble de fossiles de l’espèce Homo erectus, découverts à partir de 1921 sur le site de Zhoukoudian, près de Pékin, en Chine. Jusqu’en 1937, 183 fossiles humains ont été mis au jour par une équipe internationale, qui ont été perdus en 1941. À partir de 1949, la reprise progressive des fouilles par des chercheurs chinois a livré de nouveaux vestiges humains, mais en bien moindre quantité. Les couches stratigraphiques ayant livré des fossiles d'Homo erectus sont datées d'environ 780 000 à 400 000 ans avant le présent.

## Historique
Le premier fossile humain, une dent isolée, fut découvert en 1921 par le paléontologue autrichien Otto Zdansky. Les premières fouilles de 1921 et de 1923 ont révélé la présence d’habitations humaines dans des couches datées ultérieurement de 780 000 à 400 000 ans avant le présent,. D’autres dents furent trouvées par la suite, qui furent décrites par le géologue et archéologue suédois Johan Gunnar Andersson en 1926. En 1927, le médecin anatomiste canadien Davidson Black définit sur la base de ces quelques dents le nouveau genre et la nouvelle espèce Sinanthropus pekinensis. Le premier calvarium humain fut découvert en 1929 par le paléoanthropologue chinois Pei Wenzhong.
La grotte effondrée de Zhoukoudian a été fouillée de 1927 à 1937, produisant 183 fossiles humains (représentant quelque 40 individus), attribués par la suite à l’espèce Homo erectus, plus de 10 000 grès, des couches de cendres indiquant une possible utilisation du feu par l’Homme, ainsi que des fossiles d’animaux de 200 espèces différentes. Davidson Black, décédé en 1934, fut remplacé au département d'anatomie du Peking Union Medical College, par le médecin anatomiste allemand Franz Weidenreich, qui procéda à une description minutieuse de chaque fossile trouvé entre 1921 et 1937.
En 1941, tous les ossements fossiles (14 crânes partiels, 11 mandibules, 147 dents et 11 restes postcrâniens) furent expédiés en train vers un port d’embarquement pour les États-Unis afin d’être protégés de l’avancée des troupes japonaises. Ils ne sont jamais arrivés à destination et nul ne sait ce qu’ils sont devenus.
Les fouilles ont repris progressivement après la guerre, par des chercheurs exclusivement chinois, et ont continué à produire des fossiles et des artefacts, confirmant ce site comme étant l’un des gisements préhistoriques les plus fructueux du Pléistocène moyen.
La première reconstitution sculptée de l’Homme de Pékin est l’œuvre de Franz Weidenreich et de sa collaboratrice Lucile Swan, que l’on peut voir au travail, en train de modeler, dans leur atelier, en 1937. Cette première version faisait de cette image celle d’une femme, proposition qui semblait justifiée par la petite taille des fossiles trouvés. En 1996, des chercheurs américains ont proposé la reconstitution d’un crâne masculin à partir de huit fragments de crânes, deux fragments de mandibules et trois dents isolées. Ces images qui frappent l’imagination du public, mais obtenues à partir de plusieurs individus, relèvent d’une bonne part de subjectivité.
Une dent dormant au fond d’un tiroir depuis 80 ans a été retrouvée au Muséum d’histoire naturelle d’Uppsala en mai 2011, où l’avait rapportée le suédois Johan Gunnar Andersson (1874-1960).

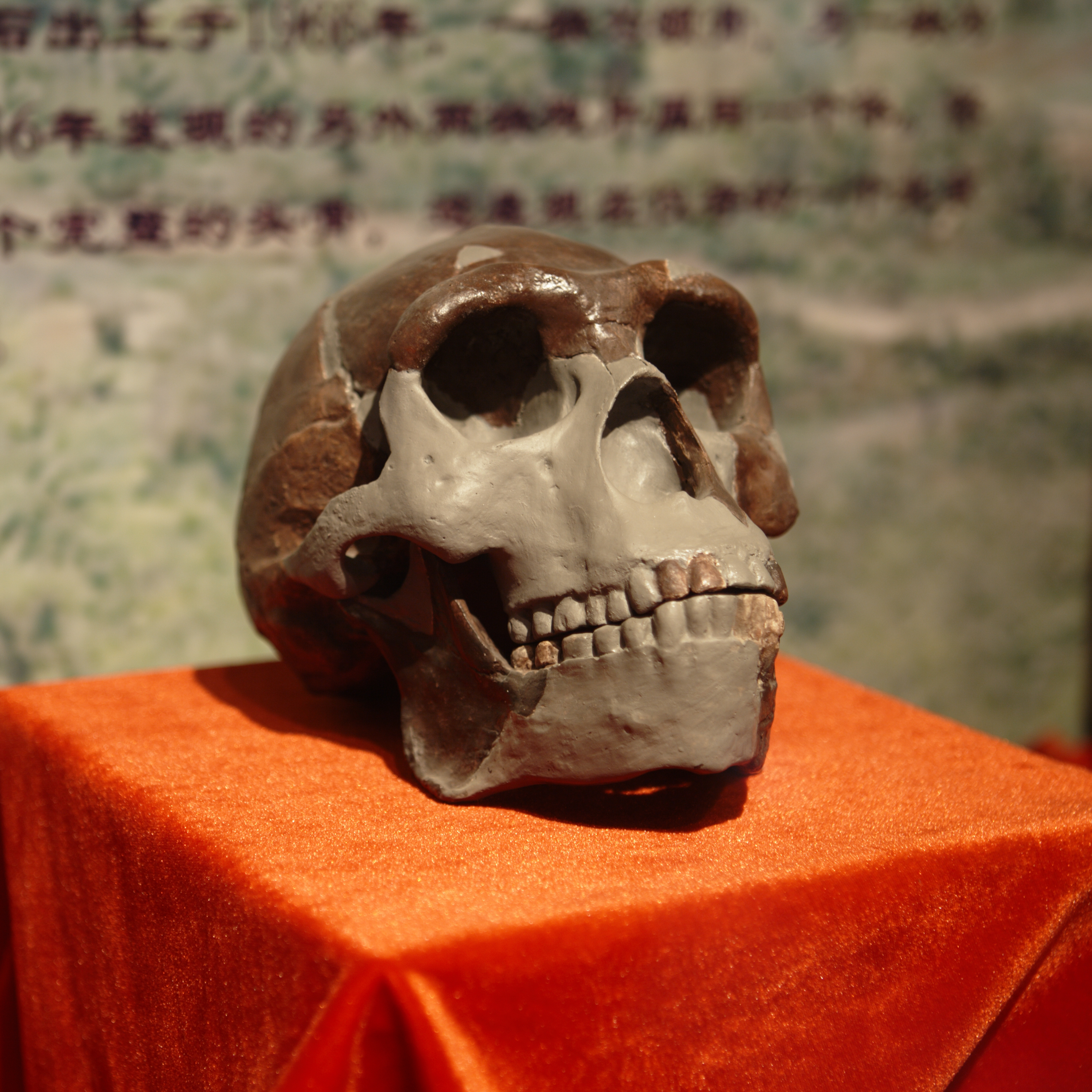
Zhoukoudian 3 (crâne 1), 1929 (moulage)
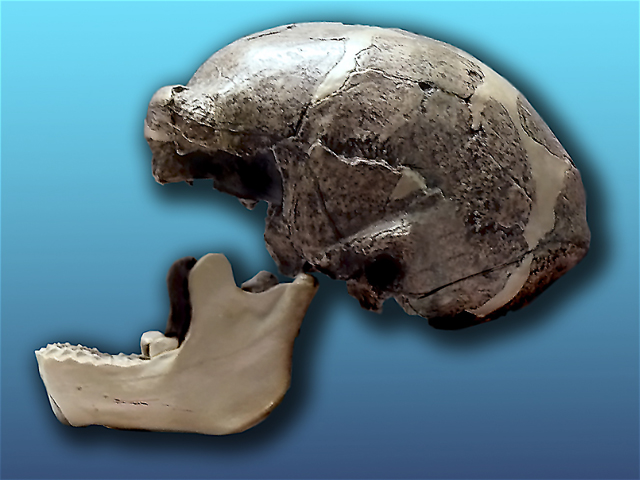
Zhoukoudian x
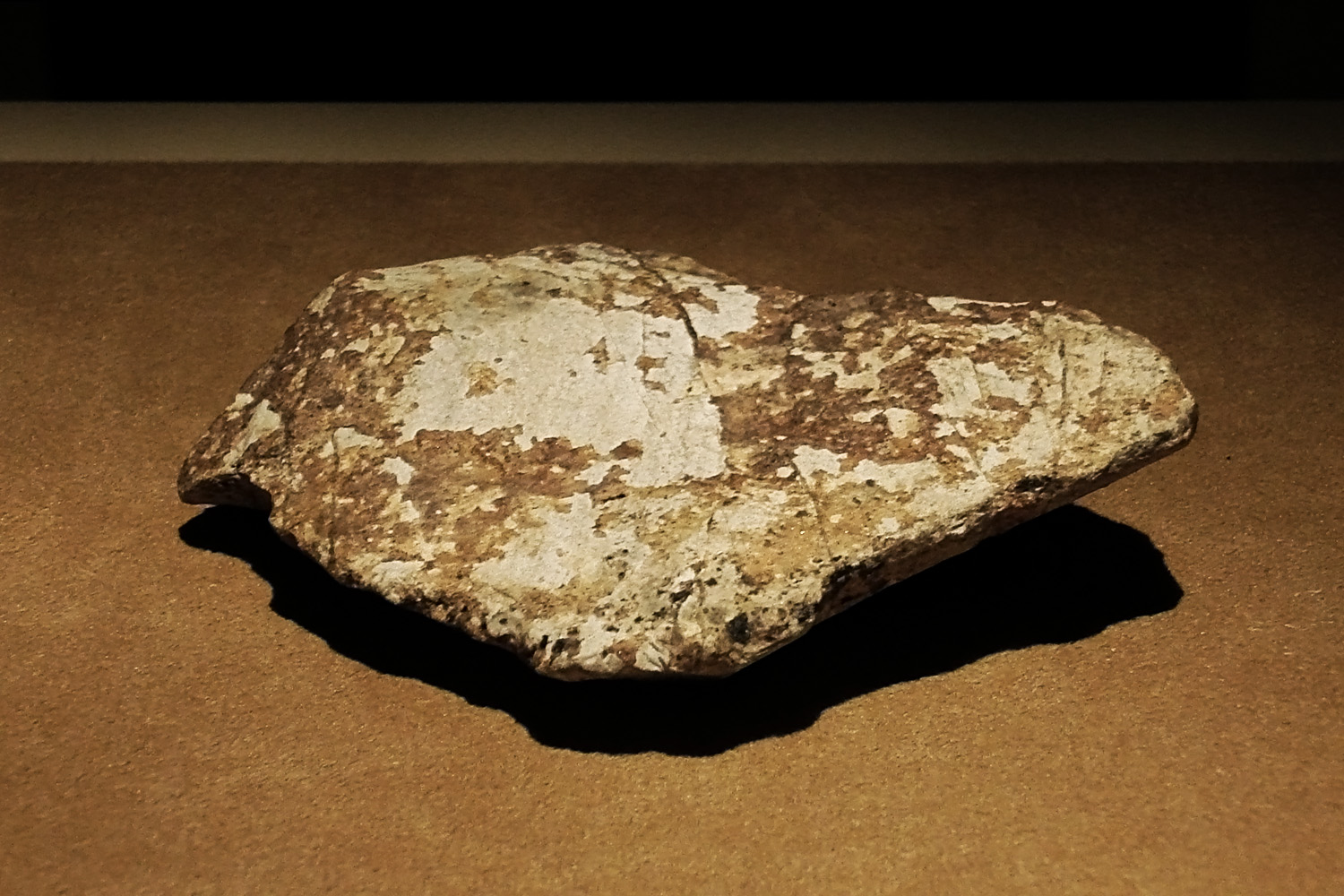
Grattoir de l'Homme de Pékin[6], Zhoukoudian, municipalité de Pékin Musée national de Chine

## Évolution des conceptions
Le paléontologue français Pierre Teilhard de Chardin chargé de la supervision de l'étude géologique du remplissage, a participé à la qualification de l’Homme de Pékin comme Homo faber, c’est-à-dire maitrisant la taille des pierres et le feu.
Ces découvertes des années 1930 s'inscrivaient dans le paradigme des origines asiatiques du genre Homo, l'Asie était vue comme le berceau de l'Humanité. Ce n’est que plus tard, avec les nombreuses découvertes de fossiles humains en Afrique de l'Est, à partir de 1960, que le continent africain a été considéré comme le lieu d’origine du genre Homo.
On a longtemps tenu le Sinanthrope pour le plus ancien représentant du genre Homo en Chine, jusqu’à la découverte en 1963 de l’Homme de Lantian, aujourd'hui daté entre 1,63 et 1,15 million d'années, et de l’Homme de Yunxian, découvert en 1989 et daté de 936 000 ans.
D’autres fossiles présumés humains plus anciens ont été découverts en Chine, mais dont la nature ou la datation font l’objet de contestations. En revanche, on a découvert plusieurs sites préhistoriques bien datés ayant livré des vestiges lithiques âgés de 2,1 millions d’années, mais sans fossiles humains associés, et de 2,5 millions d'années à Longgupo avec un fragment mandibule d'hominoïde (Homme de Wushan).